# Hermsdorf (Braniborsko)
Hermsdorf (hornolužickosrbsky Hermanecy, dolnolužickosrbsky Lubušow) je obec v německé spolkové zemi Braniborsko. Nachází se v Horní Lužici v zemském okrese Horní Sprévský les-Lužice a má 733 obyvatel.

## Historie
První písemná zmínka o vesnici pochází z roku 1460, kdy je uváděna jako Hermansdorff. Roku 1937 se k Hermsdorfu připojila do té doby samostatná obec Lipsa a roku 2001 Jannowitz. Do konce roku 2001 nesla obec oficiální název Hermsdorf bei Ruhland pro odlišení od Hermsdorfu, který je místní částí obce Lohsa.

## Přírodní poměry
Hermsdorf leží na jihu Braniborska na braniborsko-saské hranici a zároveň na hranici Horní Lužice. Na jihozápadě sahá území obce k řece Pulsnitz. Okolí zástavby je obklopeno lesy. Mezi Hermsdorfem a Lipsou leží přírodní rezervace Wuppen.

## Správní členění
Obec Hermsdorf se dělí na tři místní části:
- Hermsdorf (Hermanecy)
- Jannowitz (Janecy)
- Lipsa (Lipsa)

## Osobnosti
- Franziska Bennemann (1905–1986), politička (SPD)

## Pamětihodnosti
- vesnický kostel
- zámek Lipsa se zámeckým parkem